# Спасович Володимир Данилович
Спасо́вич Володимир Данилович (пол. Włodzimierz Spasowicz, 16 (28) січня 1829, Рєчиця Мінської губернії  — 26 жовтня 1906, Варшава, похований у с. Лемешівка Подільської губернії (тепер Калинівського району Вінницької області), де мав власний маєток) — видатний вчений-юрист, криміналіст, присяжний повірений, літературознавець, публіцист. Був автором першого в Російській імперії підручника з кримінального права (1863). В галузі правознавства був дуже різнобічним вченим, окрім кримінального права розробляв питання кримінального судочинства, адвокатури та адвокатської етики, охорони авторських прав, міжнародного права, історії права тощо. Залишив по собі величезну наукову та літературну спадщину, опубліковану в 10-ти томах та окремими виданнями.
Понад 40 років життя Спасович віддав діяльності в сфері адвокатури, належав до знаменитих судових ораторів, чиї захисні промови високо оцінювалися сучасниками; за свою адвокатську майстерність здобув у сучасників шанобливий титул «короля російської адвокатури».

## Життєпис

### Ранні роки

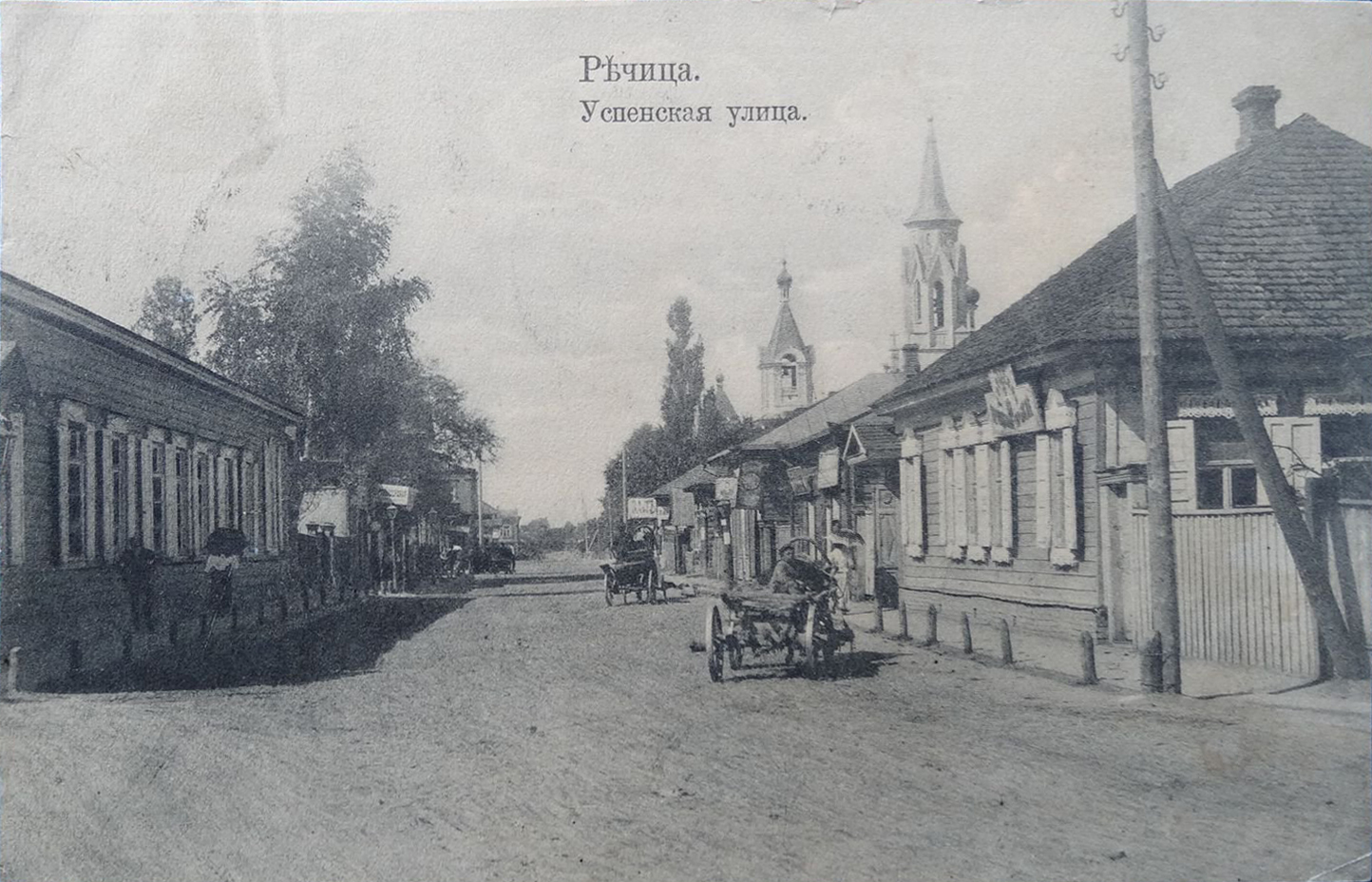
Вулиця повітового містечка Рєчиця, у якому народився Спасович (фото 1902 року)

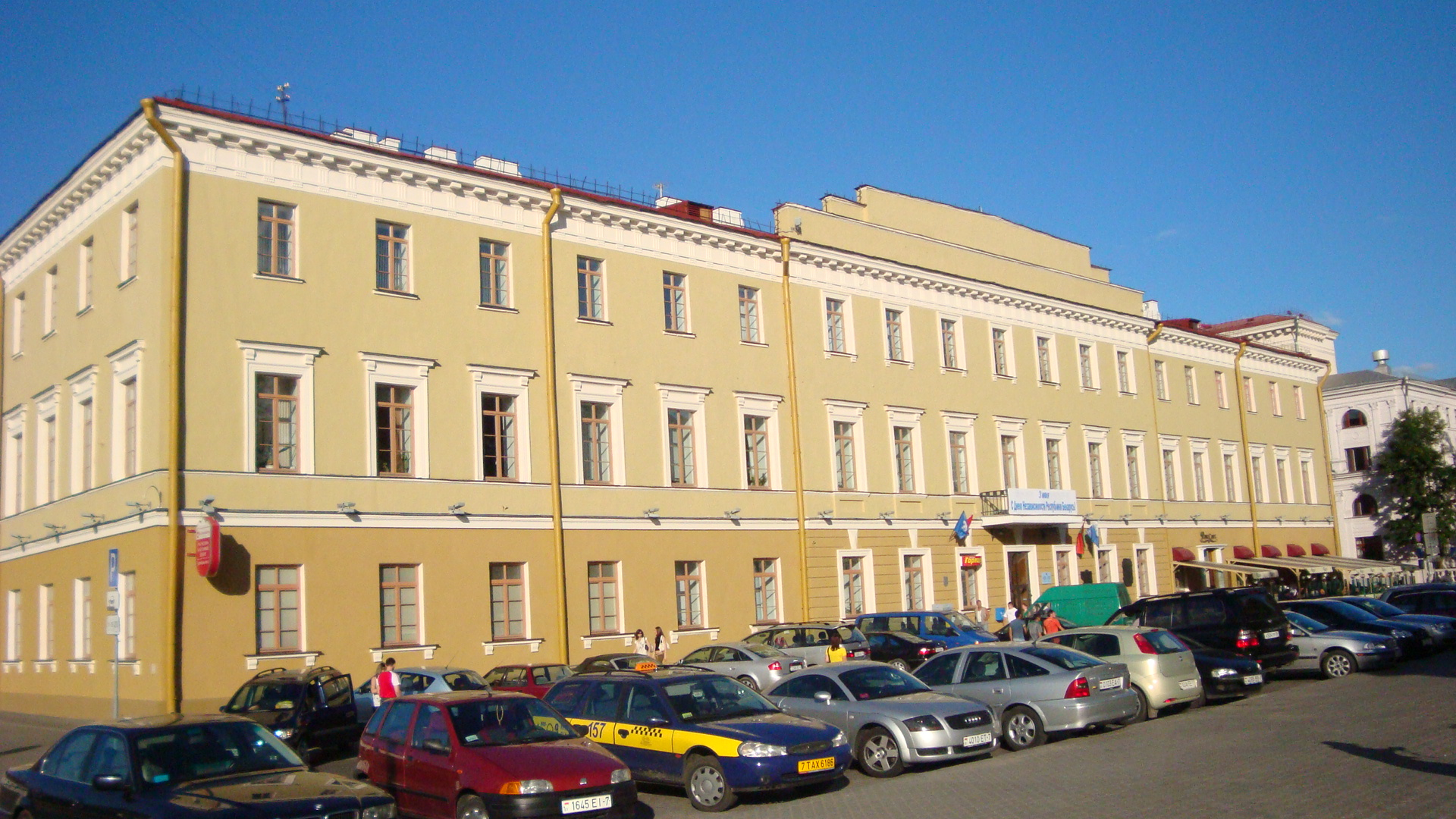
Будівля Мінської гімназії, де навчався Спасович (сучасне фото)

Володимир Спасович народився у сім'ї батька-поляка та матері-німкені. Він був найстаршою дитиною (первістком) в родині. Його батько Даніель (Данило Осипович) Спасович, доктор (тобто дипломований фахівець) медицини та хірургії служив у Рєчиці повітовим лікарем.
1831 сім'я переїхала до Мінська, де Спасович-батько отримав посаду акушера мінської губернської лікарської управи (від 1832 — інспектор цієї управи), а з 1836 року — ще й посаду лікаря Мінського православного духовного училища. У Мінську пройшли дитинство і юність майбутнього вченого та адвоката.
Мати, Феофіла (Теофілія) Михайлівна Крейц, дала Володимиру хорошу домашню освіту, завдячуючи чому він був прийнятий відразу до четвертого класу Мінської гімназії. Улюбленими предметами юного Спасовича були історія та література, мови (російська, польська, німецька, французька). Будучи гімназистом він захоплювався поезією А. Міцкевича, О. Пушкіна, Й. Шиллера. Хлопець відмінно вчився і 1845 року закінчив гімназію із золотою медаллю. Восени того ж року Володимир Спасович склав вступні іспити на юридичний факультет Санкт-Петербурзького університету.

## Навчання та кар'єра в Санкт-Петербурзькому університеті

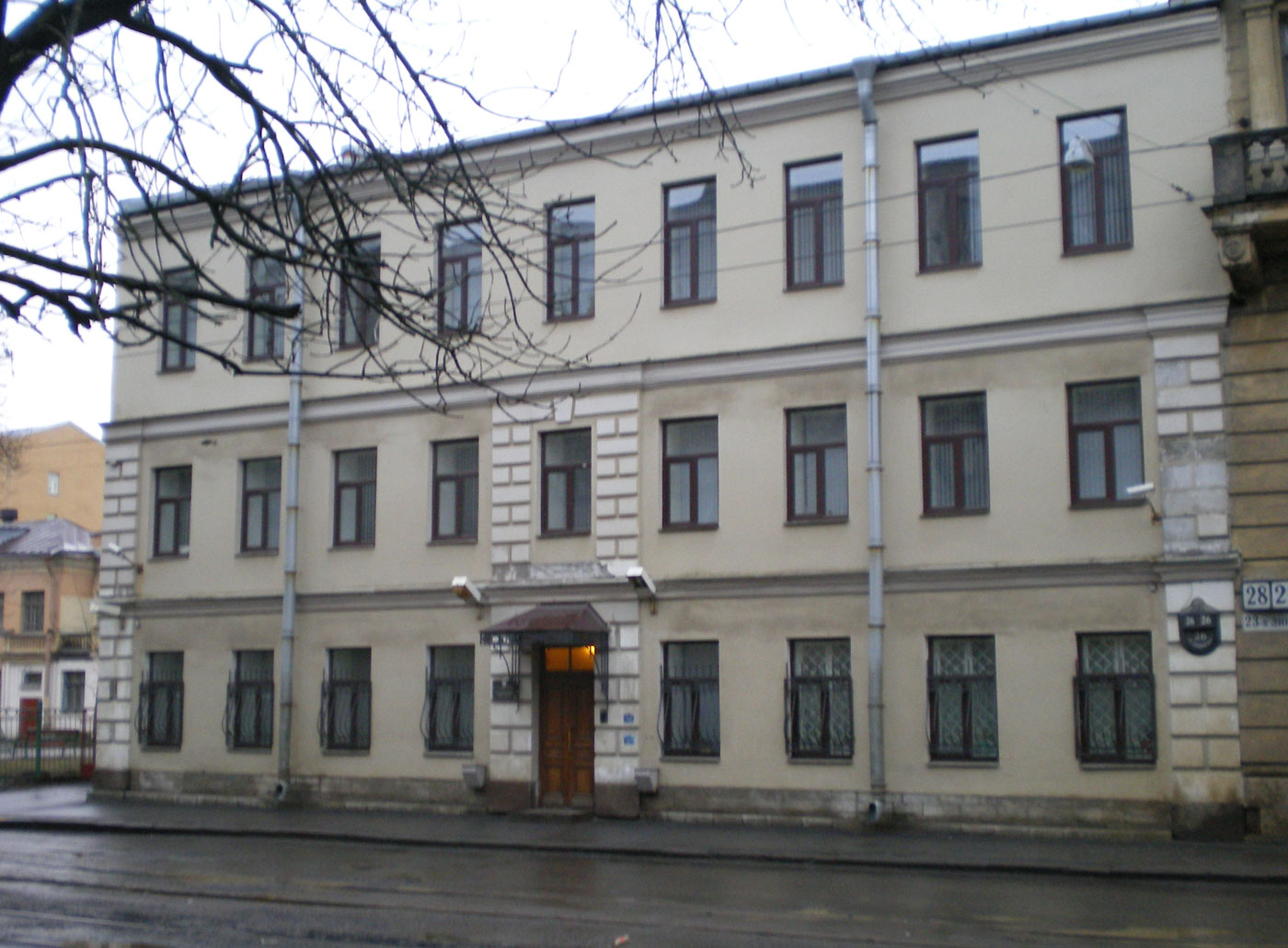
Старий корпус юридичного факультету Петербурзького університету

Хороша підготовка, набута молодим Спасовичем в гімназії, дала йому змогу без особливих труднощів опанувати університетський курс. В університеті Спасовича особливо зацікавили лекції професора міжнародного права Ігнатія Іакінфовича Івановського, котрі вирізнялися цікавим та логічним викладом матеріалу. Можливо саме під впливом І. І. Івановського Спасович багато працюватиме над питаннями міжнародного права, його випускна (дипломна) робота та магістерська дисертація присвячені саме міжнародному праву.
1849 року Спасович успішно захищає випускну роботу «Про утворення Швейцарського Союзу» і йому присвоюють ступінь кандадата права.
По закінченню університету молодий Спасович деякий час працював канцелярським чиновником у Санкт-Петербурзькій губернській палаті кримінального суду. Водночас, він серйозно замислювався над академічною кар'єрою. Після того, як з канцелярії палати кримінального суду зник один том кримінальної справи, у міністерстві юстиції вирішили, що це сталося через недогляд Спасовича, і за наказом міністра, графа Віктора Паніна Спасовича було звільнено. Невдовзі молодий Спасович успішно захистив у Санкт-Петербурзькому університеті магістерську дисертацію з міжнародного права «Про права нейтрального вантажу і нейтрального прапора» (1851).
1852 року відбулося знайомство молодого вченого із правознавцем К. Д. Кавеліним, який читав цивілістику у Санкт-Петербузькому університеті. Кавелін багато протегував новому знайомому. Спасович був допущений до викладання статистики та географії у декількох військових навчальних закладах, які курирував генерал Я. І. Ростовцев.
1857 року за сприяння Кавеліна В. Спасовича після відставки професора кафедри кримінального права Я. І. Баршева призначають на цю вакантну посаду.

## Праці
- Спасович В. Д. О правах нейтрального флага и нейтрального груза / Рассуждение, представленное юридическому факультету Императорского С.- Петербургского университета кандидатом Юридического Факультета, разряда Наук Юридических, Владимиром Спасовичем для получения степени Магистра Общенародного Права. — СПб.: В типографии Департамента внешней торговли, 1851. — X, 112 с.
- Спасович В. Д. Об отношениях супругов по имуществу по древнему польскому праву. — С.- Петербург: Типография М. О. Вольфа, 1857. — 81 с.
- Спасовичъ В. Учебникъ уголовнаго права. Томъ І. (Выпускъ первый) — Санкт Петербургъ: Въ типографіи Іосафата Огризко, 1863. — 432 с. (link)
- Спасович В. Права авторские и контрафакция. — СПб.: Изд. книгопродавца и типографа М. О. Вольфа, 1865. — 106 с.
- Спасович В. Д. Новые направления в науке уголовного права // Вестник Европы. — 1891. — № 10. — С. 441—507.
- Spasowicz W. Dzieje literatury polskiej / Przekład z rosyjskiego. Wyd. trzecie. — Kraków, 1891.
- Спасович В. Д. Избранные труды и речи / Сост. И. В. Потапчук. — Тула: Автограф, 2000. — 496 с.
- Спасович В. Д. Избранные труды. — Минск: Редакция журнала «Промышленноторговое право», 2015. — 320 с. — (Наследие права). [Архівовано 13 серпня 2020 у Wayback Machine.]

Переклади: Стифен Дж. Ф. Уголовное право Англии в кратком очертании / перевод и предисловие В. Спасовича. СПб., 1865. — XII, 596, II с.
| S: | Твори цього автора перебувають у суспільному надбанні. Ви можете допомогти проєкту, додавши їх у Вікіджерела. |